# Torre d'Aires
La Torre d'Aires, també anomenada Torre d'Ares, o Torre de Aires Gonçalves, és una torre alimara situada a la parròquia de Luz de Tavira, al municipi de Tavira, Portugal. Torre islàmica, de planta circular, integrada originàriament en un sistema de guaita de la costa de l'Algarve. Està inclosa en el Parc Natural de la Ria Formosa.
De planta circular, lleugerament troncocònica, amb estructura exterior d'aparell de pedra irregular i morter, interior de tàpia. Construïda possiblement al segle viii, a finals del segle XVI se la coneixia per Torre de Aires Golçalves, nom del seu propietari.
El 1758 el rector Vicente Nunes Leal informa que hi havien existit en el territori de la parròquia de Nossa Senhora da Luz (Luz de Tavira) un total de 'sis torres construïdes a l'antiga, de gran alçada', però que, d'aquestes, només en va quedar una, anomenada Torre de Aires Gonçalves, ja que tres d'elles s'havien ensorrat com a conseqüència del terratrèmol de l'1 de novembre de 1755 i de les altres dues només en quedaven rastres; el rector també afirma que la Torre de Aires es trobava 'amb certa rebaixa per haver estat retallada' (OLIVEIRA, 1991). El 1996 es va consolidar i reconstruir una part de l'estructura de la torre que estava parcialment ensorrada i en perill d'esfondrament total. El 2008 es va enjardinar l'entorn de la torre i del passeig marítim de la Torre d'Aires.